# Daniela Samulski
Daniela Samulski (Berlino, 31 maggio 1984 – 22 maggio 2018) è stata una nuotatrice tedesca.

## Biografia
Specialista delle gare di dorso, ma capace di ottime prestazioni anche nella farfalla e nello stile libero, ha vinto tre medaglie ai Mondiali 2009 di Roma: un argento individuale nei 50 m dorso e un argento e un bronzo rispettivamente nelle staffette 4x100 m sl e 4x100 m misti.
È stata primatista mondiale dei 50 m dorso per circa un mese, dal 26 giugno al 29 luglio 2009.
Daniela Samulski è morta di cancro nel 2018.

## Palmarès
- Mondiali

Melbourne 2007: argento nella 4x200m sl.
Roma 2009: argento nei 50m dorso e nella 4x100m sl e bronzo nella 4x100m misti.
- Europei

Berlino 2002: argento nei 50m farfalla.
Budapest 2006: oro nella 4x200m sl.
Budapest 2010: oro nella 4x100m sl, argento nei 50m dorso e bronzo nella 4x100m misti.
- Europei in vasca corta

Valencia 2000: argento nella 4x50m misti, bronzo nei 50m dorso e nella 4x50m sl.
Trieste 2005: argento nella 4x50m misti e bronzo nella 4x50m sl.
Helsinki 2006: oro nella 4x50m misti e bronzo nella 4x50m sl.
Fiume 2008: argento nella 4x50m misti.
Istanbul 2009: bronzo nella 4x50m sl.